# Vesterled
Vesterled — офшорна трубопровідна система для доставки природного газу з кількох родовищ у норвезькому секторі Північного моря до Великої Британії. Первісно споруджена у 1978 році під назвою Frigg Norwegian Pipeline (FNP) для транспортування продукції родовища Фрігг.
Газопровід починався від платформи TCP-2 та пролягав до приймального берегового терміналу Сент-Фергюс паралельно з британським Frigg UK Pipeline (FUKA). Приблизно посередині маршруту, у районі з глибиною моря 94 метри, встановили платформу MCP-01, на якій у 1983 році змонтували компресорні потужності, що забезпечували поставки газу в умовах природного падіння тиску по ходу розробки родовищ. Довжина газопроводу становила 361 км, діаметр труб 800 мм. Доступна технічна потужність — до 14 млрд м³ на рік.
На початку 2000-х родовище Фрігг підійшло до завершального етапу розробки. Проте наявні офшорні трубопроводи змогли застосувати для обслуговування інших виробничих потужностей. Так, у 2001 році на 54-му кілометрі газопроводу FNP до нього під'єднали  38-кілометровий відтинок, що починався на родовищі Геймдал (також має сполучення з системою Statpipe). Це переконфігурування започаткувало нову газотранспортну систему, яка отримала назву Vesterled.
Тим часом у 2004 році завершилась розробка Фрігг. Після прокладання обхідних ділянок, у 2006 році почався демонтаж платформи MCP-01.